# DDR-Einzelmeisterschaft im Schach 1957
Die 8. DDR-Einzelmeisterschaft im Schach fand vom 10. bis 26. November 1957 in Sömmerda statt.

## Allgemeines
Die Teilnehmer hatten sich über das sogenannte Dreiviertelfinale sowie ein System von Vorberechtigungen und Freiplätzen für diese Meisterschaft qualifiziert. Die Dreiviertelfinals fanden in der zweiten Septemberhälfte 1957 in drei Gruppen in Gotha, Rüdersdorf und Lauchhammer statt.

## Meisterschaft der Herren
DDR-Spitzenspieler Wolfgang Uhlmann fehlte wegen seiner gleichzeitigen Teilnahme am Zonenturnier zur Weltmeisterschaft. Burkhard Malich gewann seine erste DDR-Meisterschaft, die zweite sollte 16 Jahre später folgen.

### Ausschluss der Spieler Kallas und Schmidt
Das Turnier nahmen ursprünglich 18 Spieler auf. Hans-Joachim Kallas und Hermann Schmidt wurden vor Beginn der 12. Runde aus disziplinarischen Gründen von der weiteren Teilnahme ausgeschlossen. Die Zeitschrift Schach berichtet dazu, sie wurden „wegen groben unsportlichen Verhaltens disqualifiziert, vom Turnier ausgeschlossen und mit ihren bisherigen Ergebnissen aus der Tabelle gestrichen, eine Entscheidung, die wenige Tage später von der Rechtskommission durch Fernschreiben bestätigt wurde.“ Im weiteren Verlauf des Verfahrens wurden „wegen groben Verstoßes gegen die Grundsätze und Ziele der demokratischen Sportbewegung“ Spielsperren von zwei Jahren (Kallas) bzw. einem Jahr (Schmidt) ausgesprochen. Dem Beschluss der Rechtskommission zufolge, hatte sich Kallas dieser Vergehen sowohl beim Dreiviertelfinale 1956 in Schkopau als auch bei der Endrunde 1957 in Sömmerda schuldig gemacht, Schmidt nur bei der Endrunde.

#### Partien von Kallas und Schmidt
Bis zu ihrem Ausschluss hatten die beiden ausgeschlossenen Spieler folgende Resultate erreicht:
- Hans-Joachim Kallas
  - Siege gegen Rätsch und Pakulla
  - Remis gegen Zirngibl, Handel und Schmidt
  - Niederlagen gegen Malich, Bertholdt, Eising, Fuchs, Braun und Starck
- Hermann Schmidt
  - Siege gegen Fuchs und Mannsfeld
  - Remis gegen Knothe und Kallas
  - Niederlagen gegen Malich, Golz, Franz, Handel, Hartmann und Breustedt
  - unbeendete Hängepartie gegen Eising

### Abschlusstabelle
|    | Teilnehmer       | 01 | 02 | 03 | 04 | 05 | 06 | 07 | 08 | 09 | 10 | 11 | 12 | 13 | 14 | 15 | 16 | Punkte |
| -- | ---------------- | -- | -- | -- | -- | -- | -- | -- | -- | -- | -- | -- | -- | -- | -- | -- | -- | ------ |
| 01 | Burkhard Malich  |    | ½  | ½  | 1  | 1  | 1  | 0  | ½  | 1  | 1  | ½  | ½  | 1  | 1  | ½  | 1  | 11     |
| 02 | Dieter Bertholdt | ½  |    | ½  | ½  | ½  | ½  | 1  | 1  | 1  | 1  | ½  | ½  | ½  | 1  | ½  | 1  | 10½    |
| 03 | Werner Golz      | ½  | ½  |    | ½  | 0  | 0  | 1  | ½  | ½  | ½  | 1  | 1  | 1  | 1  | 1  | ½  | 09½    |
| 04 | Albert Zirngibl  | 0  | ½  | ½  |    | 1  | ½  | 0  | 1  | ½  | 1  | 1  | 0  | 1  | ½  | ½  | 1  | 09     |
| 05 | Johannes Eising  | 0  | ½  | 1  | 0  |    | ½  | ½  | 1  | ½  | 0  | ½  | 1  | 1  | ½  | 1  | 1  | 09     |
| 06 | Reinhart Fuchs   | 0  | ½  | 1  | ½  | ½  |    | ½  | 1  | ½  | ½  | 1  | ½  | ½  | ½  | ½  | ½  | 08½    |
| 07 | Heinz Rätsch     | 1  | 0  | 0  | 1  | ½  | ½  |    | 0  | 1  | ½  | ½  | 0  | 0  | 1  | ½  | 1  | 07½    |
| 08 | Joachim Franz    | ½  | 0  | ½  | 0  | 0  | 0  | 1  |    | 1  | 1  | 1  | ½  | ½  | 0  | ½  | 1  | 07½    |
| 09 | Gottfried Braun  | 0  | 0  | ½  | ½  | ½  | ½  | 0  | 0  |    | 0  | 1  | 1  | ½  | 1  | 1  | ½  | 07     |
| 10 | Horst Handel     | 0  | 0  | ½  | 0  | 1  | ½  | ½  | 0  | 1  |    | ½  | 0  | ½  | 1  | 0  | 1  | 06½    |
| 11 | Klaus Hartmann   | ½  | ½  | 0  | 0  | ½  | 0  | ½  | 0  | 0  | ½  |    | ½  | ½  | 1  | 1  | 1  | 06½    |
| 12 | Werner Breustedt | ½  | ½  | 0  | 1  | 0  | ½  | 1  | ½  | 0  | 1  | ½  |    | 0  | 0  | ½  | 0  | 06     |
| 13 | Peter Mannsfeld  | 0  | ½  | 0  | 0  | 0  | ½  | 1  | ½  | ½  | ½  | ½  | 1  |    | 0  | 1  | 0  | 06     |
| 14 | Bodo Starck      | 0  | 0  | 0  | ½  | ½  | ½  | 0  | 1  | 0  | 0  | 0  | 1  | 1  |    | ½  | 1  | 06     |
| 15 | Karl Knothe      | ½  | ½  | 0  | ½  | 0  | ½  | ½  | ½  | 0  | 1  | 0  | ½  | 0  | ½  |    | ½  | 05½    |
| 16 | Rudolf Pakulla   | 0  | 0  | ½  | 0  | 0  | ½  | 0  | 0  | ½  | 0  | 0  | 1  | 1  | 0  | ½  |    | 04     |

### Dreiviertelfinale
in Gotha
|    | Teilnehmer               | 01 | 02 | 03 | 04 | 05 | 06 | 07 | 08 | 09 | 10 | 11 | Punkte |
| -- | ------------------------ | -- | -- | -- | -- | -- | -- | -- | -- | -- | -- | -- | ------ |
| 01 | Albert Zirngibl          |    | ½  | 1  | ½  | 1  | 1  | ½  | 1  | 0  | 1  | ½  | 7      |
| 02 | Dieter Brüntrup          | ½  |    | ½  | ½  | 1  | 1  | 1  | ½  | 1  | 0  | 1  | 7      |
| 03 | Joachim Franz            | 0  | ½  |    | 1  | 0  | 0  | 1  | 1  | 1  | 1  | 1  | 6½     |
| 04 | Peter Mannsfeld          | ½  | ½  | 0  |    | ½  | ½  | 1  | ½  | 1  | ½  | 1  | 6      |
| 05 | Heinz Rätsch             | 0  | 0  | 1  | ½  |    | ½  | 0  | ½  | 1  | 1  | 1  | 5½     |
| 06 | Fritz Baumbach           | 0  | 0  | 1  | ½  | ½  |    | 1  | ½  | 0  | ½  | 1  | 5      |
| 07 | Paul Kuhn                | ½  | 0  | 0  | 0  | 1  | 0  |    | 1  | 1  | 1  | 0  | 4½     |
| 08 | Egon Storch              | 0  | ½  | 0  | ½  | ½  | ½  | 0  |    | 1  | ½  | 1  | 4½     |
| 09 | Hans-Joachim Brandenburg | 1  | 0  | 0  | 0  | 0  | 1  | 0  | 0  |    | 1  | 1  | 4      |
| 10 | Siegfried Landgraf       | 0  | 1  | 0  | ½  | 0  | ½  | 0  | ½  | 0  |    | 1  | 3½     |
| 11 | Erich Granitzki          | ½  | 0  | 0  | 0  | 0  | 0  | 1  | 0  | 0  | 0  |    | 1½     |

in Rüdersdorf
|    | Teilnehmer          | 01 | 02 | 03 | 04 | 05 | 06 | 07 | 08 | 09 | 10 | 11 | Punkte |
| -- | ------------------- | -- | -- | -- | -- | -- | -- | -- | -- | -- | -- | -- | ------ |
| 01 | Horst Handel        |    | 0  | ½  | 1  | 1  | 1  | 1  | 0  | 1  | 0  | 1  | 6½     |
| 02 | Hermann Schmidt     | 1  |    | 0  | 1  | 0  | ½  | 0  | 1  | 1  | ½  | 1  | 6      |
| 03 | Rudolf Pakulla      | ½  | 1  |    | 0  | 1  | 0  | 0  | 1  | ½  | 1  | 1  | 6      |
| 04 | Hans-Joachim Kallas | 0  | 0  | 1  |    | 0  | 1  | 1  | ½  | ½  | 1  | 1  | 6      |
| 05 | Johannes Eising     | 0  | 1  | 0  | 1  |    | ½  | ½  | 1  | 0  | 1  | 1  | 6      |
| 06 | Helmut Schönherr    | 0  | ½  | 1  | 0  | ½  |    | ½  | 1  | ½  | 1  | ½  | 5½     |
| 07 | Otto Pallwitz       | 0  | 1  | 1  | 0  | ½  | ½  |    | 0  | ½  | 1  | 1  | 5½     |
| 08 | Bauer               | 1  | 0  | 0  | ½  | 0  | 0  | 1  |    | 1  | 1  | 1  | 5½     |
| 09 | Ullrich Brümmer     | 0  | 0  | ½  | ½  | 1  | ½  | ½  | 0  |    | 0  | 1  | 4      |
| 10 | Hans Burzlaff       | 1  | ½  | 0  | 0  | 0  | 0  | 0  | 0  | 1  |    | 0  | 2½     |
| 11 | Seiffert            | 0  | 0  | 0  | 0  | 0  | ½  | 0  | 0  | 0  | 1  |    | 1½     |

in Lauchhammer
|    | Teilnehmer        | 01 | 02 | 03 | 04 | 05 | 06 | 07 | 08 | 09 | 10 | 11 | Punkte |
| -- | ----------------- | -- | -- | -- | -- | -- | -- | -- | -- | -- | -- | -- | ------ |
| 01 | Bodo Starck       |    | ½  | 0  | 1  | 1  | 1  | ½  | 1  | 1  | ½  | 1  | 7½     |
| 02 | Karl Knothe       | ½  |    | ½  | ½  | 1  | 1  | 1  | 0  | ½  | 1  | 1  | 7      |
| 03 | Klaus Hartmann    | 1  | ½  |    | ½  | ½  | 1  | 0  | ½  | 1  | ½  | ½  | 6      |
| 04 | Gottfried Braun   | 0  | ½  | ½  |    | 1  | 1  | 1  | ½  | 0  | ½  | 1  | 6      |
| 05 | Bernhard Dorawa   | 0  | 0  | ½  | 0  |    | 1  | 1  | 1  | 1  | ½  | 0  | 5      |
| 06 | Rudolf Elstner    | 0  | 0  | 0  | 0  | 0  |    | 1  | 1  | 1  | 1  | 1  | 5      |
| 07 | Rainer Tröger     | ½  | 0  | 1  | 0  | 0  | 0  |    | ½  | ½  | 1  | 1  | 4½     |
| 08 | Gerd Appelt       | 0  | 1  | ½  | ½  | 0  | 0  | ½  |    | ½  | ½  | ½  | 4      |
| 09 | Eberhard Geissert | 0  | ½  | 0  | 1  | 0  | 0  | ½  | ½  |    | 1  | ½  | 4      |
| 10 | Werner Granitzki  | ½  | 0  | ½  | ½  | ½  | 0  | 0  | ½  | 0  |    | 1  | 3½     |
| 11 | Lehmann           | 0  | 0  | ½  | 0  | 1  | 0  | 0  | ½  | ½  | 0  |    | 2½     |

## Meisterschaft der Damen
Edith Keller-Herrmann verteidigte ihren Titel mit sehr großem Vorsprung. Sie gab nur ein einziges Remis ab.

### Abschlusstabelle
|    | Teilnehmer             | 01 | 02 | 03 | 04 | 05 | 06 | 07 | 08 | 09 | 10 | 11 | 12 | 13 | 14 | Punkte |
| -- | ---------------------- | -- | -- | -- | -- | -- | -- | -- | -- | -- | -- | -- | -- | -- | -- | ------ |
| 01 | Edith Keller-Herrmann  |    | 1  | 1  | ½  | 1  | 1  | 1  | 1  | 1  | 1  | 1  | 1  | 1  | 1  | 12½    |
| 02 | Waltraud Schameitat    | 0  |    | 1  | ½  | 1  | 1  | ½  | 1  | 0  | ½  | 1  | ½  | 1  | 1  | 09     |
| 03 | Elfriede Funke         | 0  | 0  |    | 1  | 1  | 1  | 0  | ½  | 1  | 1  | 0  | 1  | 1  | 1  | 08½    |
| 04 | Elfriede Paschke       | ½  | ½  | 0  |    | 0  | 1  | 1  | 1  | 1  | 0  | 1  | 0  | 1  | 1  | 08     |
| 05 | Hildegard Heucke       | 0  | 0  | 0  | 1  |    | ½  | 1  | 0  | 1  | ½  | 1  | ½  | ½  | 1  | 07     |
| 06 | Mira Kremer            | 0  | 0  | 0  | 0  | ½  |    | 1  | ½  | 1  | 0  | 1  | 1  | 1  | 1  | 07     |
| 07 | Anita Karau            | 0  | ½  | 1  | 0  | 0  | 0  |    | 1  | ½  | 1  | ½  | 1  | 1  | 0  | 06½    |
| 08 | Klara Zbikowski        | 0  | 0  | ½  | 0  | 1  | ½  | 0  |    | ½  | 1  | 0  | 1  | 1  | 1  | 06½    |
| 09 | Margarete Kleinschmidt | 0  | 1  | 0  | 0  | 0  | 0  | ½  | ½  |    | 1  | ½  | 1  | ½  | ½  | 05½    |
| 10 | Ursula Pohl            | 0  | ½  | 0  | 1  | ½  | 1  | 0  | 0  | 0  |    | ½  | 1  | 0  | ½  | 05     |
| 11 | Martha Daunke          | 0  | 0  | 1  | 0  | 0  | 0  | ½  | 1  | ½  | ½  |    | 0  | 0  | 1  | 04½    |
| 12 | E. Skudlabski          | 0  | ½  | 0  | 1  | ½  | 0  | 0  | 0  | 0  | 0  | 1  |    | 0  | 1  | 04     |
| 13 | Maria Wahl             | 0  | 0  | 0  | 0  | ½  | 0  | 0  | 0  | ½  | 1  | 1  | 1  |    | 0  | 04     |
| 14 | Johanna Feierabend     | 0  | 0  | 0  | 0  | 0  | 0  | 1  | 0  | ½  | ½  | 0  | 0  | 1  |    | 03     |

### Dreiviertelfinale
in Gotha
|    | Teilnehmerin     | 01 | 02 | 03 | 04 | 05 | 06 | 07 | 08 | 09 | 10 | Punkte |
| -- | ---------------- | -- | -- | -- | -- | -- | -- | -- | -- | -- | -- | ------ |
| 01 | Elfriede Paschke |    | ½  | 1  | 1  | 1  | ½  | 0  | 1  | 1  | 1  | 7      |
| 02 | Mira Kremer      | ½  |    | 0  | 1  | ½  | ½  | 1  | 1  | 1  | 1  | 6½     |
| 03 | Anita Karau      | 0  | 1  |    | 1  | ½  | 0  | ½  | 1  | 1  | 1  | 6      |
| 04 | E. Skudlabski    | 0  | 0  | 0  |    | 1  | ½  | 1  | 1  | 1  | 1  | 5½     |
| 05 | Maria Wahl       | 0  | ½  | ½  | 0  |    | 1  | 1  | ½  | ½  | 1  | 5      |
| 06 | Helga Heinold    | ½  | ½  | 1  | ½  | 0  |    | 0  | 1  | ½  | ½  | 4½     |
| 07 | Gerda Kupka      | 1  | 0  | ½  | 0  | 0  | 1  |    | 0  | 1  | 0  | 3½     |
| 08 | Liddy Knoch      | 0  | 0  | 0  | 0  | ½  | 0  | 1  |    | ½  | 1  | 3      |
| 09 | Melchior         | 0  | 0  | 0  | 0  | ½  | ½  | 0  | ½  |    | 1  | 2½     |
| 10 | Höfer            | 0  | 0  | 0  | 0  | 0  | ½  | 1  | 0  | 0  |    | 1½     |

in Rüdersdorf
|   | Teilnehmer             | 01 | 02 | 03 | 04 | 05 | 06 | Punkte |
| - | ---------------------- | -- | -- | -- | -- | -- | -- | ------ |
| 1 | Margarete Kleinschmidt |    | 1  | 1  | ½  | 1  | 1  | 4½     |
| 2 | Klara Zbikowski        | 0  |    | 1  | 0  | 1  | 1  | 3      |
| 3 | Johanna Feierabend     | 0  | 0  |    | 1  | 1  | 1  | 3      |
| 4 | Renate Kirchhammer     | ½  | 1  | 0  |    | ½  | 0  | 2      |
| 5 | Müller                 | 0  | 0  | 0  | ½  |    | 1  | 1½     |
| 6 | Sophie Skladny         | 0  | 0  | 0  | 1  | 0  |    | 1      |

in Lauchhammer
|   | Teilnehmer       | 01 | 02 | 03 | 04 | 05 | 06 | 07 | 08 | Punkte |
| - | ---------------- | -- | -- | -- | -- | -- | -- | -- | -- | ------ |
| 1 | Elfriede Funke   |    | 1  | 1  | ½  | 1  | ½  | 1  | 1  | 6      |
| 2 | Hildegard Heucke | 0  |    | 1  | 0  | 1  | 1  | ½  | 1  | 4½     |
| 3 | Ursula Pohl      | 0  | 0  |    | ½  | ½  | 1  | 1  | 1  | 4      |
| 4 | Elise Vogel      | ½  | 1  | ½  |    | ½  | ½  | 0  | 0  | 3      |
| 5 | Edith Kaschner   | 0  | 0  | ½  | ½  |    | 1  | 1  | 0  | 3      |
| 6 | Ilse Haferkorn   | ½  | 0  | 0  | ½  | 0  |    | 1  | 1  | 3      |
| 7 | Heidi Sutor      | 0  | ½  | 0  | 1  | 0  | 0  |    | 1  | 2½     |
| 8 | Goltz            | 0  | 0  | 0  | 1  | 1  | 0  | 0  |    | 2      |

## Jugendmeisterschaften
| Altersklasse | männlich                             | weiblich                      |
| ------------ | ------------------------------------ | ----------------------------- |
| Jugend       | Manfred Hoppensack (Klostermansfeld) | Waltraud Schameitat (Cottbus) |